# Charles Démia
Charles Démia (Bourg-en-Bresse, 3 ottobre 1637 – Lione, 23 ottobre 1689) è stato un presbitero francese, fondatore delle congregazioni dei maestri e delle suore di San Carlo per la formazione degli insegnanti delle scuole popolari.

## Biografia
Figlio di un farmacista, perse i genitori in giovane età: studiò presso i gesuiti di Lione e, ricevuti gli ordini minori, proseguì la sua formazione a Parigi, prima presso i lazzaristi e dal 1660 nel seminario di San Sulpizio. Venne ordinato sacerdote nel 1663.
Nel 1664 si stabilì a Lione, dove l'arcivescovo gli affidò l'incarico di visitatore straordinario della diocesi. Colpito dallo stato di miseria e ignoranza della popolazione, sentì la necessità di educatori per i fanciulli poveri della regione: con i suoi Avis e Remontrances riuscì a sensibilizzare l'opinione pubblica e a scuotere le magistrature civili, provocando uno slancio di generosità che gli consentì di aprire scuole popolari gratuite (petites écoles).
Per la formazione dei maestri, nel 1672 Démia aprì il seminario di San Carlo e, per la preparazione delle maestre, fondò la congregazione delle suore di San Carlo.